# Røros
Røros (en sami meridional: Plassje) és una ciutat i municipi situat al comtat de Trøndelag, Noruega. Té 5.635 habitants (2016) i una superfície de 1.956 km². El centre administratiu del municipi és el poble homònim, i els altres assentaments al municipi són Brekken, Glåmos, Feragen, Galåa, i Hitterdalen. El municipi és part de la regió tradicional de Gauldalen.
Røros és una de les dues ciutats noruegues designades històricament ciutats mineres, juntament amb la "ciutat de plata" de Kongsberg. Això es deu a la seva notorietat històrica quant a la mineria del coure, i és de vegades anomenada Bergstaden (en noruec: 'poble miner') per aquesta mateixa raó. Els habitants moderns de Røros encara treballen i viuen als edificis característics dels segles XVII i xviii, designats Patrimoni de la Humanitat per la UNESCO l'any 1980. Røros té una vuitantena de cases de fusta, la majoria envoltades de patis. Moltes conserven les seves fosques façanes, donant a la ciutat un aspecte medieval.

## Etimologia

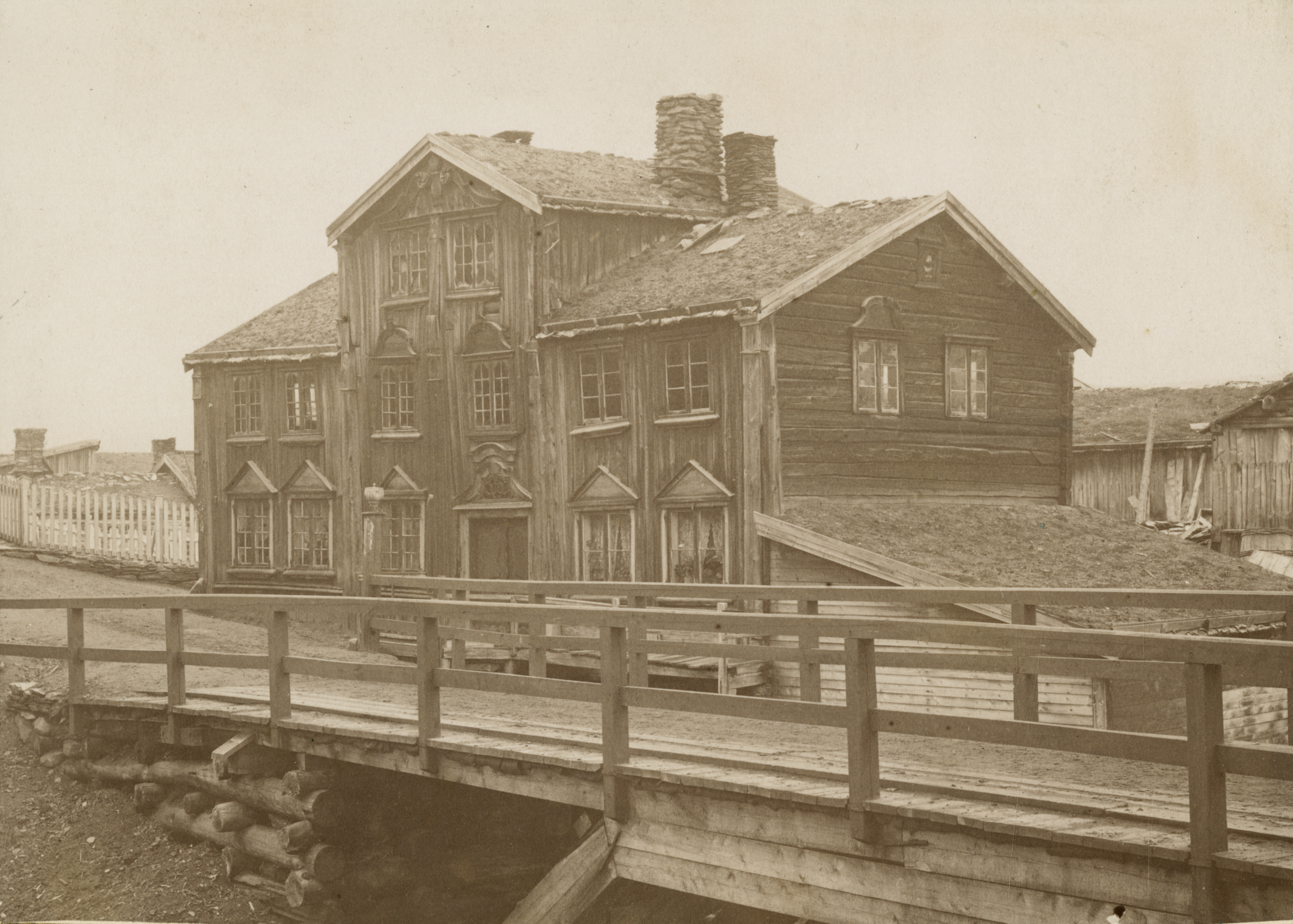
L'antiga granja Roros

El topònim de la ciutat prové del nom de l'antiga granja Røros (Røraas, al voltant del 1530), ja que la ciutat fou construïda al voltant seu. El primer element prové del nom del riu Røa i l'últim element és os, que significa 'desembocadura d'un riu'. Per tant, Røros significa 'la desembocadura del riu Røa'. El significat del nom del riu Røa és desconegut. No existeix una interpretació del topònim en sami meridional Plassje.

## Història

### Inicis

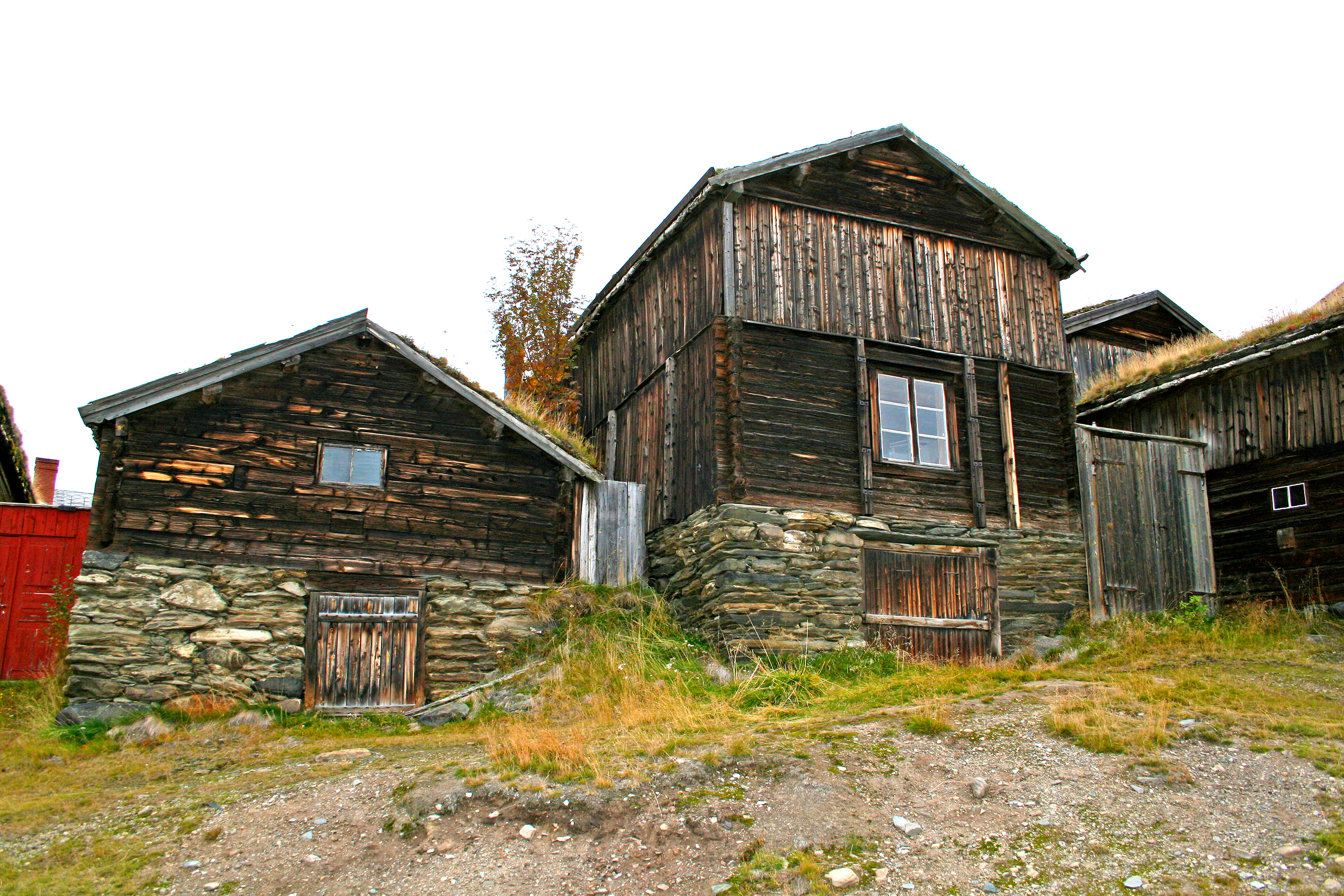
Antigues cases de fusta, al carrer Kjerkgata de Røros

El municipi de Røros ha estat utilitzat pels samis per al pasturatge de rens fins a l'actualitat. Coneguda per les seves mines de coure, Røros és una de les dues ciutats mineres d'importància nacional de Noruega amb activitat a partir del segle xvii (i l'altra és la ciutat de Kongsberg, que extrau, en aquest cas, plata).

### Seglexvii
L'any 1644, el gerent general de la mina de Kongsberg donà permís per explotar una veta de coure prop de les muntanyes de Rauhaammaaren. Storvola i Gamle Storwartz es convertiren en algunes de les mines més importants de la companyia. Nordgruve, una altra important zona minera, estava situada al nord-est de Røros.

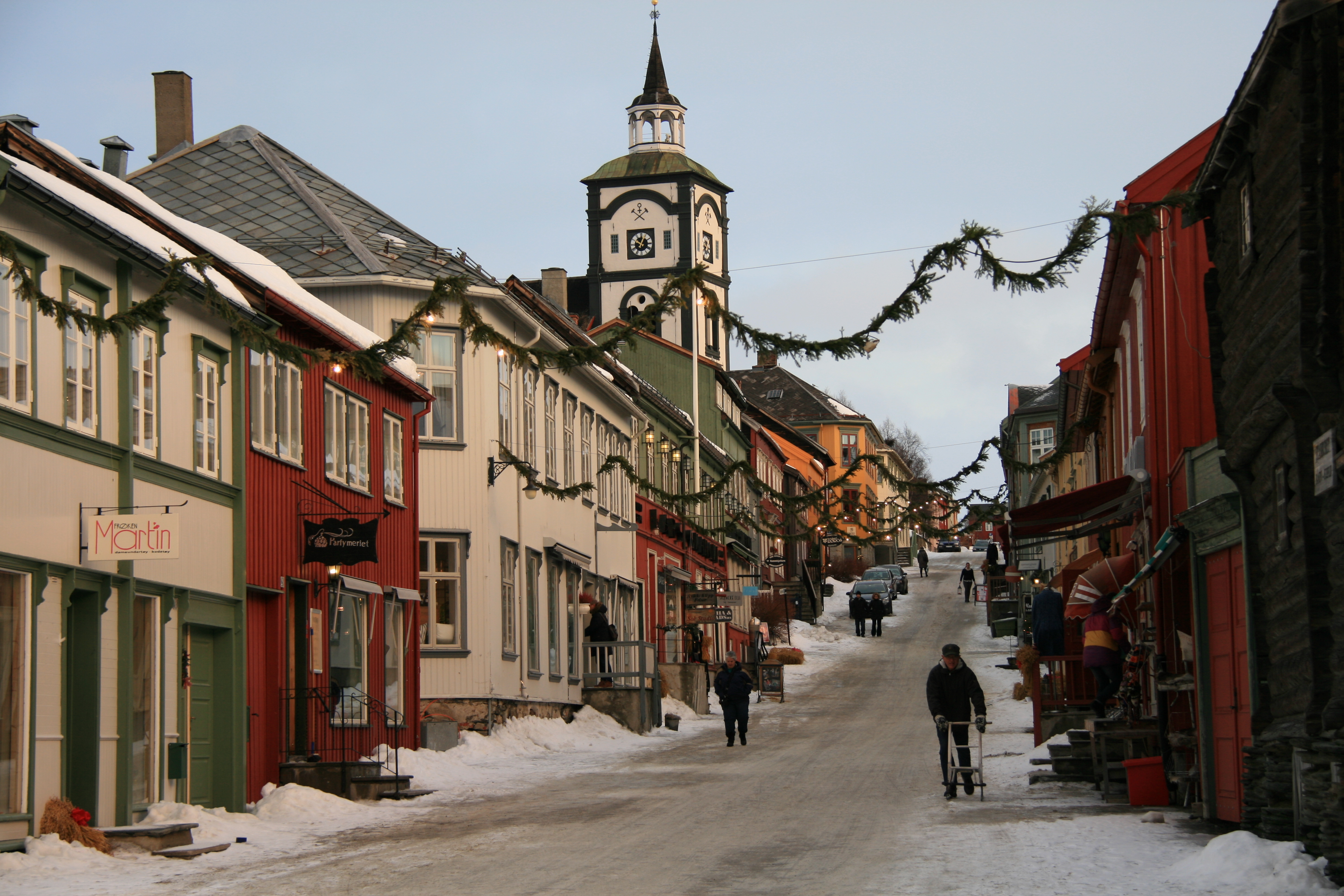
El carrer principal del poble, amb algunes de les cases restaurades

Røros fou cremada els anys 1678 i 1679 per l'exèrcit suec durant la Guerra d'Escània.

### Seglexviii
El 1718, durant la Gran Guerra del Nord, la ciutat fou novament presa per l'exèrcit suec, dirigit pel general De la Barre, que componia el braç sud de l'exèrcit suec sota Carl Gustav Armfeldt. De la Barre segrestà la ciutat i mitjançant les armes s'endugué tot el coure de les mines.
Quan el rei Carles XII fou assassinat prop de Fredriksten el 30 de novembre de 1718, De la Barre es retirà al nord per unir-se al gruix de l'exèrcit. El seu pla, però, tingué un final tràgic, quan més de 3.000 soldats que es dirigien a la ciutat moriren a les muntanyes del nord-oest de Røros per les dures condicions climatològiques que hi havia aquell dia.

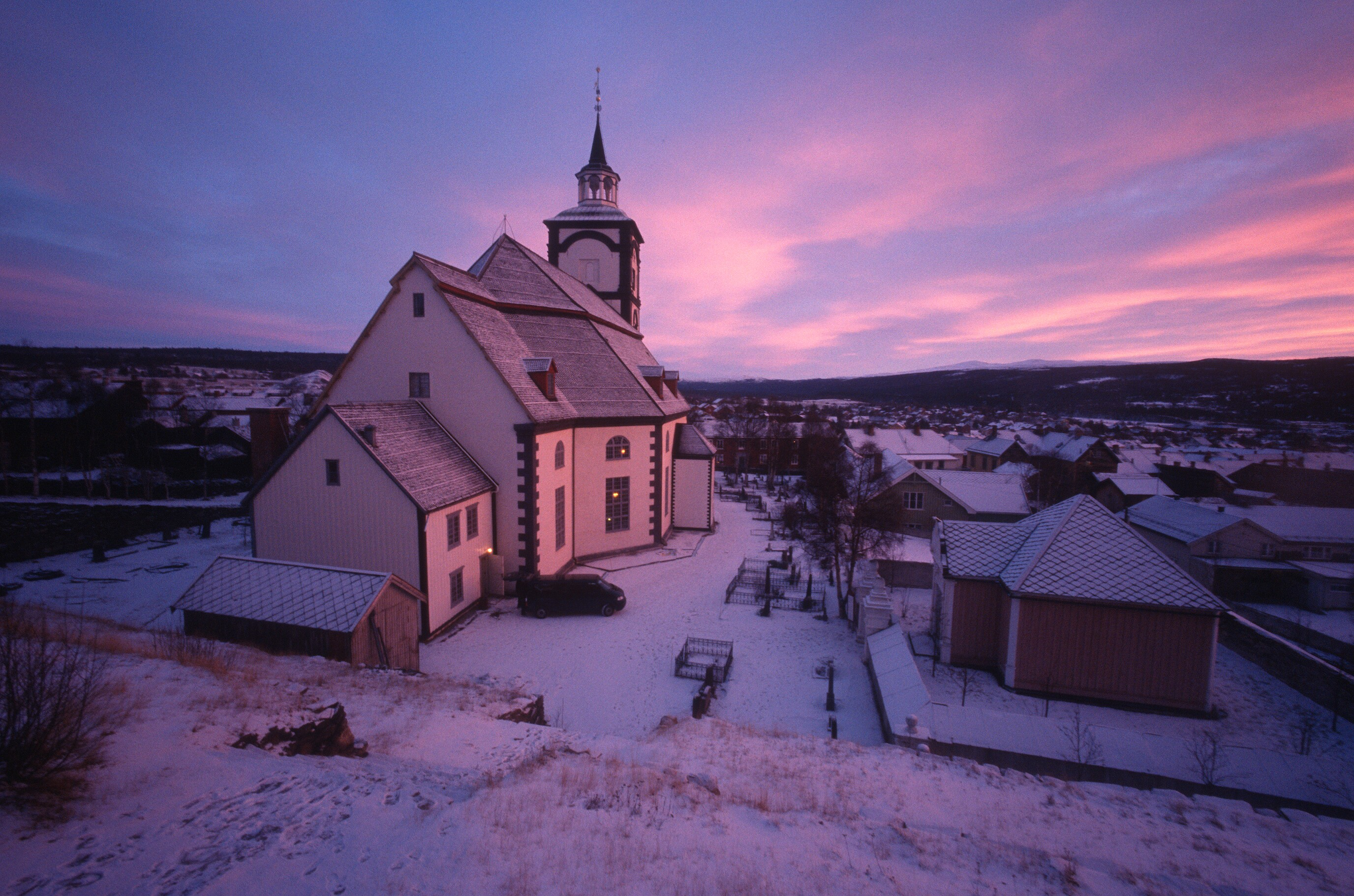
L'església medieval de Røros

Començat el 1740 i en endavant fou el període de la grandesa més gran de les mines de coure de Røros. Hi havia molt de metall i aquest s'extreia sense parar, per després exportar-lo per tot el país i més tard a l'estranger.

### Seglexix
La parròquia de Røros s'establí com a municipi l'1 de gener de 1838, igual que la majoria de parròquies noruegues. Uns anys més tard, l'1 de gener del 1875, una zona despoblada d'Ålen fou traslladada a Røros.

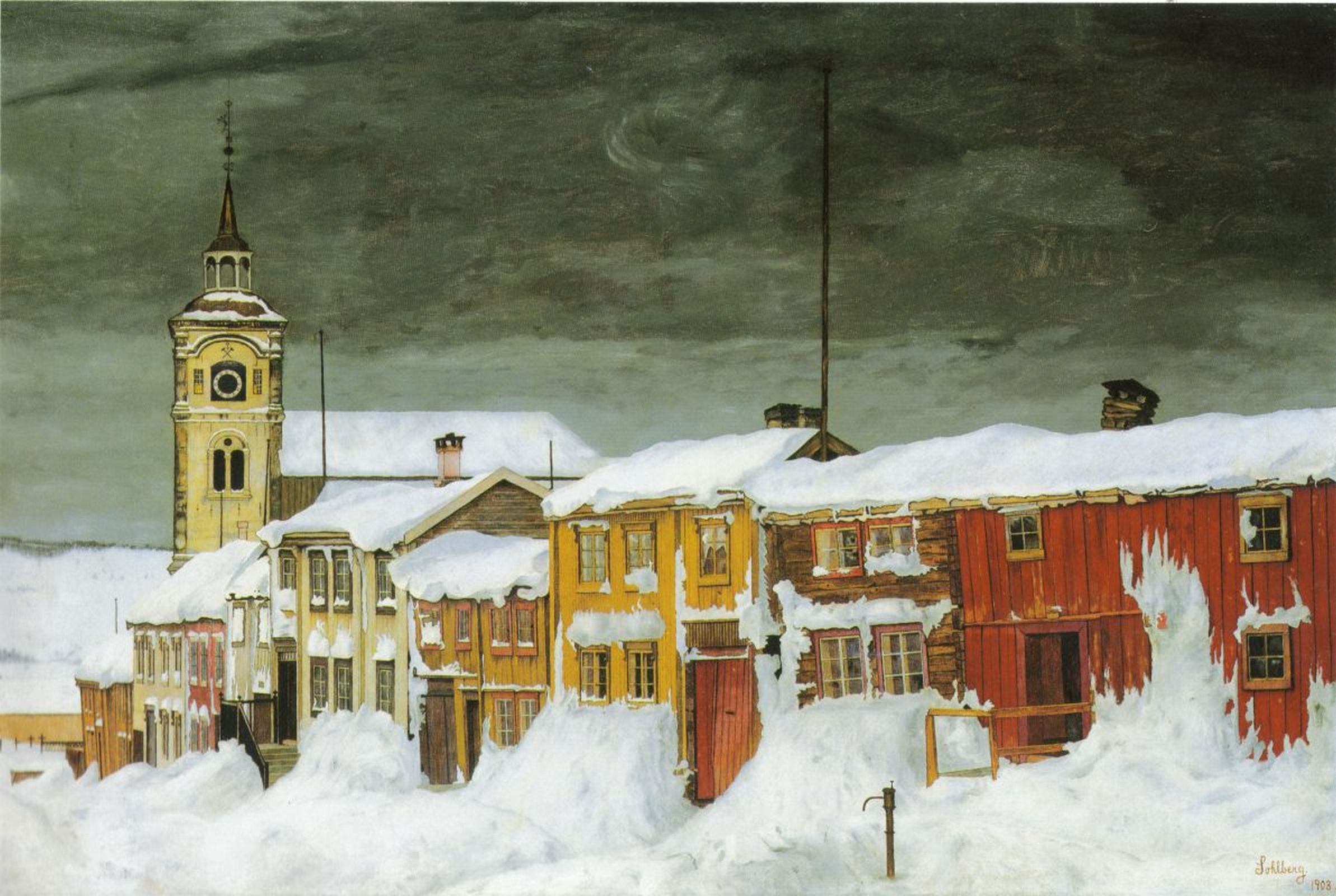
Efter snestorm, Lillegaten Røros ('Després de la nevada, el carrer de Lille, Røros'). Pintura a l'oli d'Harald Sohlberg de l'any 1904

La dinamita va arribar a la ciutat el 1870 i posteriorment també ho feren les màquines de perforació. L'estació de generació elèctrica i la construcció de línies elèctriques d'alta tensió per al subministrament de les mines començà a partir del 1897. El procés Bessemer s'introduí a finals de la dècada del 1800. La línia ferroviària Rørosbanen es va completar el 1877. Els alts preus tant per al coure com per al zinc donaren bons resultats, però aleshores els preus baixaren i hi hagué diversos anys amb grans pèrdues.

### Segle XX
A principis del segle xx, concretament l'1 de gener de 1926, Røros es va dividir en quatre municipis: Røros (la ciutat), Røros landsogn (la zona rural), Brekken i Glåmos. Aquest fet deixà el nou municipi amb tan sols 2.284 habitants. Aquest canvi, però, es va desfer l'1 de gener de 1964, quan aquests quatre municipis es tornaren a unir amb el nom de Røros. Abans de la fusió, la ciutat de Røros tenia 3.063 habitants. El 21 d'abril de 1989, una part despoblada de Røros va ser traslladada a Holtålen.
L'activitat minera de Røros cessà el 1977, després de 333 anys de mineria. Tres anys després, el 1980, Røros s'afegí a la llista del Patrimoni de la Humanitat per les seves cases de fusta ennegrides, les antigues mines i el conjunt del poble amb aspecte medieval.
Røros i la seva gent es feren famosos a Noruega a finals del segle xx per l'autor Johan Falkberget, que explicà la història de la comunitat minera des de la perspectiva dels miners.

## Escut d'armes
L'escut d'armes és modern. Se'ls va concedir el 29 d'octubre de 1992. L'escut mostra un vell símbol de coure per sobre de dues eines de mineria encreuades de color groc sobre un fons vermell.

## Geografia
Røros es troba en un altiplà de pendent suau al voltant dels 630 metres sobre el nivell del mar, que està cobert de boscos (majoritàriament bedolls i alguns pins). El llac més gran dins del municipi és Aursund i el riu Glåma s'origina aquí. La part més septentrional del Femund, el tercer llac més gran de Noruega, es troba a Røros, just a l'oest de Parc Nacional de Femundsmarka. Aquests llacs i d'altres són molt adequats per al caiac i la pesca. Altres llacs són Feragen, Håsjøen, Rambergsjøen, Korssjøen, Nedre Roasten, Rogen i Rien.

### Clima
Røros té un clima continental. La precipitació mitjana anual a Røros és de 500 mil·límetres, amb febrer-maig com el període més sec. La temperatura mitjana del gener és de -11,2 °C. Røros ha registrat les temperatures més fredes al sud de Finnmark amb -50,4 °C al gener de 1914. En l'onada de fred europea de 2009-2010 es va arribar als -42 °C. Com els hiverns són freds i estables, les condicions per a l'esquí solen ser excel·lents, i són òptimes entre el febrer i l'abril, quan el sol està més alt i els dies duren més que a l'hivern. La temperatura mitjana de juliol és d'11,4 °C; a l'estiu, els dies són agradables, però les nits poden ser fredes.
| Dades climàtiques a Røros          | Dades climàtiques a Røros | Dades climàtiques a Røros | Dades climàtiques a Røros | Dades climàtiques a Røros | Dades climàtiques a Røros | Dades climàtiques a Røros | Dades climàtiques a Røros | Dades climàtiques a Røros | Dades climàtiques a Røros | Dades climàtiques a Røros | Dades climàtiques a Røros | Dades climàtiques a Røros | Dades climàtiques a Røros |
| Mes                                | gen                       | febr                      | març                      | abr                       | maig                      | juny                      | jul                       | ag                        | set                       | oct                       | nov                       | des                       | anual                     |
| ---------------------------------- | ------------------------- | ------------------------- | ------------------------- | ------------------------- | ------------------------- | ------------------------- | ------------------------- | ------------------------- | ------------------------- | ------------------------- | ------------------------- | ------------------------- | ------------------------- |
| Màxima rècord °C (°F)              | 6 (43)                    | 7 (45)                    | 8 (46)                    | 16 (61)                   | 23 (73)                   | 30 (86)                   | 30 (86)                   | 27 (81)                   | 22 (72)                   | 15 (59)                   | 10 (50)                   | 5 (41)                    | 30.0 (86)                 |
| Màxima mitjana °C (°F)             | −6.9 (19.6)               | −4.8 (23.4)               | −0.6 (30.9)               | 3.7 (38.7)                | 10.8 (51.4)               | 15.8 (60.4)               | 17.0 (62.6)               | 15.9 (60.6)               | 10.7 (51.3)               | 5.3 (41.5)                | −1.8 (28.8)               | −5.9 (21.4)               | 5.0 (41)                  |
| Mitjana diària °C (°F)             | −11.2 (11.8)              | −9.7 (14.5)               | −5.6 (21.9)               | −0.7 (30.7)               | 5.6 (42.1)                | 10.1 (50.2)               | 11.4 (52.5)               | 10.4 (50.7)               | 6.1 (43)                  | 1.7 (35.1)                | −5.2 (22.6)               | −9.1 (15.6)               | 0.3 (32.5)                |
| Mínima mitjana °C (°F)             | −16.2 (2.8)               | −14.8 (5.4)               | −11.0 (12.2)              | −5.9 (21.4)               | 0.7 (33.3)                | 4.9 (40.8)                | 6.6 (43.9)                | 5.8 (42.4)                | 2.4 (36.3)                | −1.4 (29.5)               | −9.2 (15.4)               | −14.0 (6.8)               | −4.3 (24.3)               |
| Mínima rècord °C (°F)              | −50 (−58)                 | −42 (−44)                 | −41 (−42)                 | −32 (−26)                 | −18 (0)                   | −5 (23)                   | −2 (28)                   | −5 (23)                   | −10 (14)                  | −28 (−18)                 | −22 (−8)                  | −43 (−45)                 | −50.4 (−58.7)             |
| Precipitació mitjana mm (polzades) | 34 (1.34)                 | 28 (1.1)                  | 29 (1.14)                 | 24 (0.94)                 | 28 (1.1)                  | 52 (2.05)                 | 72 (2.83)                 | 63 (2.48)                 | 54 (2.13)                 | 40 (1.57)                 | 38 (1.5)                  | 42 (1.65)                 | 504 (19.84)               |
| Mitjana de dies de precipitació    | 4                         | 3                         | 3                         | 2                         | 3                         | 5                         | 7                         | 7                         | 5                         | 4                         | 3                         | 4                         | 55                        |
| Humitat relativa mitjana (%)       | 86                        | 84                        | 81                        | 77                        | 69                        | 68                        | 70                        | 74                        | 78                        | 83                        | 88                        | 89                        | 79                        |
| Percentage d'hores de sol          | 7.2                       | 9.7                       | 12.6                      | 15.9                      | 19.7                      | 22.3                      | 20.4                      | 16.9                      | 13.7                      | 10.6                      | 7.8                       | 6.2                       | 13.6                      |
| Font: Weatherbase                  |                           |                           |                           |                           |                           |                           |                           |                           |                           |                           |                           |                           |                           |

## Política

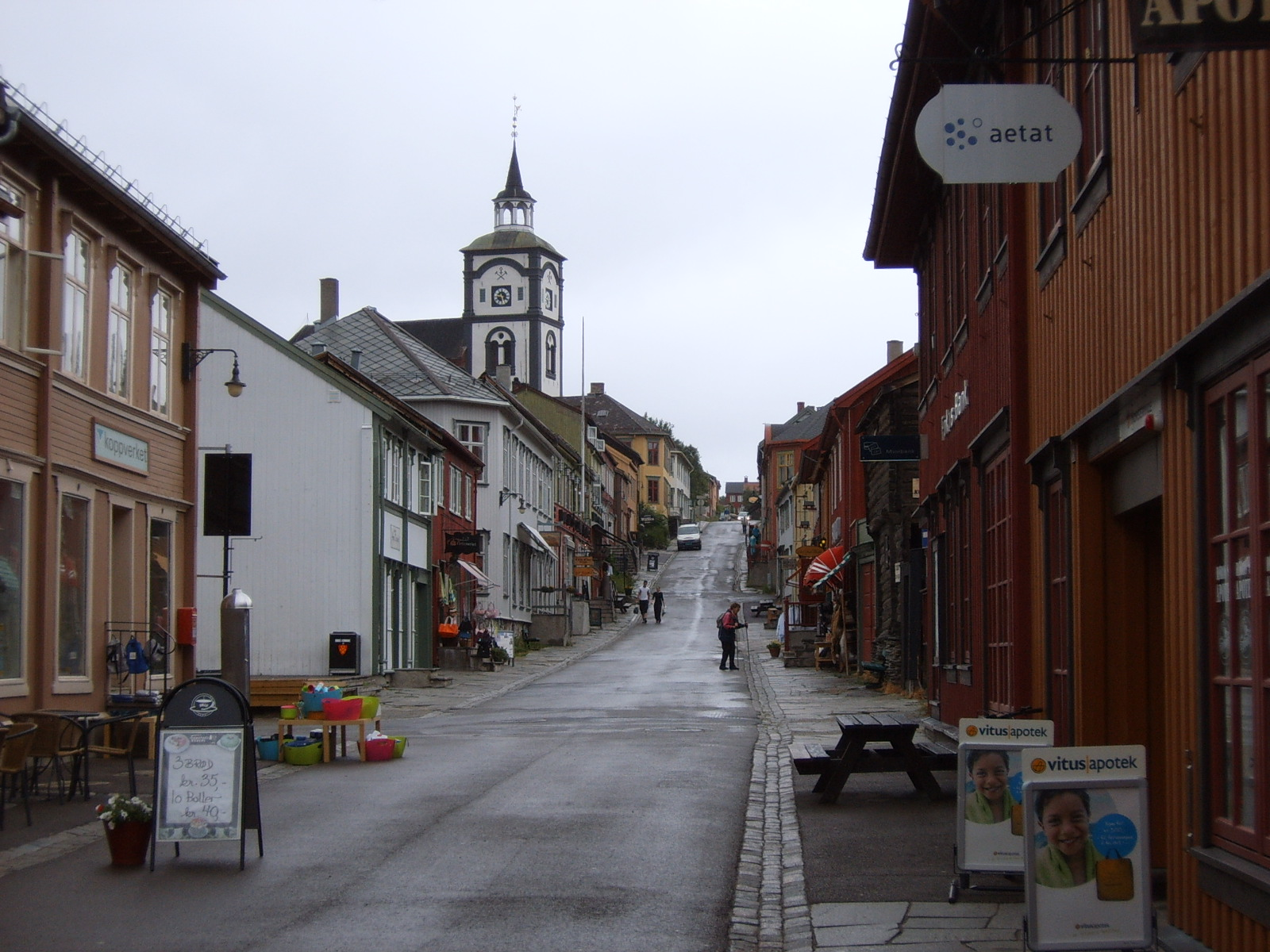
Un dels carrers principals de Røros

L'ajuntament de Røros està compost per 25 representats, 11 dels quals són del Partit Laborista (Ap), 5 del Partit Conservador (H), 4 del Partit Socialista d'Esquerra (SV), 3 del Partit de Centre (Sp) i 2 de la Llista de Røros (Independents). L'alcalde és Hans Vintervold, del Partit Laborista.
| Partit polític | Partit polític                                           | Representants |    |
| -------------- | -------------------------------------------------------- | ------------- | -- |
|                | Partit Laborista (Arbeiderpartiet)                       | 11            |    |
|                | Partit Conservador (Høyre)                               | 5             |    |
|                | Partit Socialista d'Esquerra (Sosialistisk Venstreparti) | 4             |    |
|                | Partit de Centre (Senterpartiet)                         | 3             |    |
|                | Llista de Røros (Independents, Røroslista)               | 2             |    |
| Total          | Total                                                    | 25            | 25 |

## Cultura
Durant l'hivern s'organitza un mercat tradicional anomenat Rørosmartnan, que atrau una mitjana de 60.000-70.000 turistes anuals. El mercat comença l'últim dimarts de febrer i dura cinc dies. Hi ha també una obra de teatre musical a l'aire lliure per a commemorar la tragèdia de quan els soldats suecs van morir congelats. Aquest espectacle s'ha realitzat des del 1994.

## Transports
La ciutat és servida per la línia de ferrocarril que passa pel l'estació de Røros, la Rørosbanen i per l'aeroport de Røros, ambdós amb servei regular cap a Oslo. La carretera Rv30 connecta el sud de Tynset amb Trondheim. Existeix també la carretera que va al nord, cap a Selbu i Stjørdal, i la carretera que va cap a l'est, a Suècia.